# Mięśnie jarzmowe
Mięśnie jarzmowe – mięśnie wyrazowe twarzy człowieka, należące do grupy mięśni otoczenia szpary ust:
- mięsień jarzmowy większy (łac. musculus zygomaticus major),
- mięsień jarzmowy mniejszy (łac. musculus zygomaticus minor)[1].